# 瀬田川洗堰

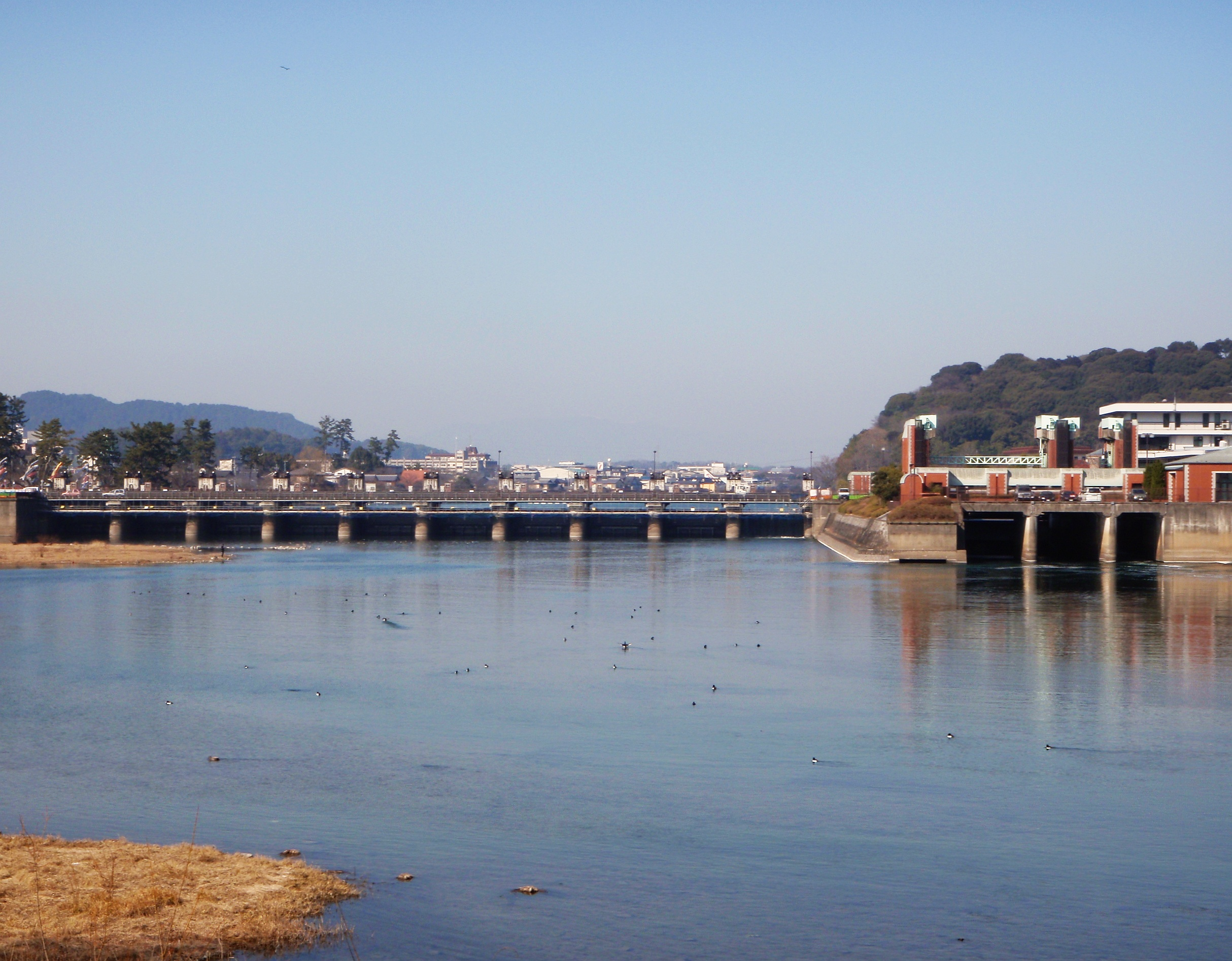
下流側から見た洗堰

瀬田川洗堰（せたがわあらいぜき）は、滋賀県大津市南郷地先に建設された堰（可動堰）である。明治に作られた旧洗堰は南郷洗堰と呼ばれる。なお、当堰上は、2車線道路と歩道が設置されており、滋賀県道108号南郷桐生草津線の起点となっている。

## 概要
琵琶湖から流れ出る唯一の天然河川である瀬田川の水を堰き止め、利水および治水に供する目的で運用されている。
堰は国土交通省近畿地方整備局琵琶湖河川事務所により管理されている。なお、淀川流域の国土交通省管轄の河川施設のうち天ヶ瀬ダムおよび、水資源機構が設置した、日吉ダム、高山ダム、青蓮寺ダム、室生ダム、布目ダム、比奈知ダムは、淀川ダム統合管理事務所にて総合的に管理されているが、瀬田川洗堰と淀川大堰は各河川事務所により管理・操作されており、淀川ダム統合管理事務所からは情報提供のみ行われている。

## 構造

### 本流
1961年（昭和36年）から運用開始されている洗堰本流は全長173 m、径間数10問、1問あたりの有効水通し幅は10.8 mである。水門は越流式が用いられ、鋼重は上段10.8 t、下段16.7 tである。水門の上昇を行う捲上機は上下段とも3馬力、捲上速度毎分22 cmで全開全閉操作が約30分でできるものが納入されている。水門は電動式で、直接操作または管理所からの遠隔操作に対応している。堰上流側の水深は常時5.114 m、最大6.114 m、最大越流深は2 mである。
なお、水門に越流式が採用されたのは以下の理由からである。
- 水面にゴミなどの浮遊物がたまらないため
- 水位・流量の調節を確実に行い、放流量を正確に制御できるため
- 潜流が基礎を洗堀するのを防ぎ、水叩き長を短縮できるため
- 単葉ゲートに比べ捲上高が低く、低コストで景観に優れるため
- 従来の2段ゲートに比べ鋼重が20％少なく経済的であるため

### バイパス水路
バイパス水路の床高さは瀬田川の河床高と合致するよう水路を作らなければならず、経済面から開水路ではなくボックスカルバートによる構造が採用されている。その結果、流調ゲート設置区間を除いて暗渠構造となった。また、管理用道路や構内用地の確保、落下水音による周辺地域への騒音への配慮も考えられてのことである。
バイパス水路の水路吞口部には制水ゲート、下流部には流量調整ゲートが設置されている。制水ゲートは洪水時などにはゲートを全閉させる。ゲート全閉時は水没した状態になるため水密性に優れた1枚扉を用い、引き上げ時に景観に悪影響を及ぼさない為ヒンジフラップゲート形式が用いられている。流量調整ゲートは放流量の制御を行うバイパス水路の主たるゲートであり、形式はシェル形3段式ローラーゲートが用いられている。

## 水位操作
瀬田川の水の流れが良くなれば下流の淀川で洪水が起きやすくなるが、反対に降雨が少なく琵琶湖の水量が減れば水不足になる。このような洪水と渇水の相反する問題を解決するために瀬田川に洗堰が設置された。
琵琶湖流域の水位計18か所、流量計17か所、雨量計22か所、積雪計6か所のテレメーター観測所から収集された観測データは比叡山と阿星山の中継局を経由して琵琶湖河川事務所に自動的に送られる。このデータを基に琵琶湖の水位管理を行うために瀬田川洗堰を操作する。
琵琶湖の水位管理は瀬田川洗堰操作規則を基に行われる。非洪水期は基準水位＋0.30 m以下を維持する。渇水期は基準水位-1.50 mまで下げて、木津川や桂川と一体になり下流で必要な流量を確保する。洪水期は基準水位-0.20 mおよび-0.30 mに下げる。また、下流の淀川の洪水は木津川の洪水に支配され、琵琶湖の水位が最高になるのは淀川の流量のピークを過ぎてからのため、この時間差（およそ1日）を利用して琵琶湖と淀川の洪水を調節する。
流量調整はゲートでの越流・全閉・全開・ドン付の4種類の操作で行われる。通常時は越流で水を流し、上下段ある内の上段のゲートによって流出する水量を調整する。越流状態で最大流量を放流したい場合は上下段のゲートを河床に付けるドン付にする。洪水時など下流に水を流してはならない時はゲートを全閉する。下流の淀川の水位が下がると、上下段のゲートを上げて全開し、琵琶湖の水位を下げる。
かつては、治水目的で全閉操作がなされることが想定されていたが、国土交通省の方針転換により全閉操作は行わないことになった。しかし、2013年（平成25年）9月16日に台風18号による記録的な大雨を受け、下流の宇治川の氾濫を防ぐために41年ぶりに全閉操作がなされた。

## 歴史

### 明治の洗堰
明治初期に淀川（瀬田川）の改修が要望に上がり、当時の政府が調査に乗り出した。この調査を経て、瀬田川改修は河道の掘削で疎通能力を上げ、南郷に角落とし式の洗堰を設置することで瀬田川の流量と琵琶湖の水位を調節することでまとまった。
洗堰本体は1902年（明治35年）に着工し1905年（明治38年）3月、煉瓦と石で造られた疎通能力は毎秒400 m3の堰が工費625,000円で完成した。構造は厚さ4 - 6 尺の無筋コンクリートの基礎版の上に表面をレンガ張りにした無筋コンクリートの橋脚31基と川の両岸に橋台を設けたもの。32ある水通しの幅は12尺。水量の調節はこの水通しに8寸角で長さ14尺の角材を挿入することで行い、平時は15ないしは17段挿入していた。全閉操作は24時間、全開操作は48時間要した。
明治に作られた角落とし式の洗堰は洪水に対してそれなりの効果をもたらしてきたが、全開・全閉の所要時間が長くかかるため、洪水時に琵琶湖からの流出量を迅速かつ確実に調整する能力に欠けていた。また、瀬田川の放流量の増加に追いついておらず、琵琶湖沿岸の耕地面積の増加に伴う浸水面積の拡大への対策が必要となった。そこで、洗堰の改築が行われることになった。
明治期に建設された南郷洗堰は2002年に土木学会選奨土木遺産に選ばれている。

### 昭和の改築
1953年（昭和28年）の台風13号の反省に策定された淀川水系改修計画により、天ヶ瀬ダム建設の一環として従来の洗堰から下流100 mの地点に設けられることとなった。
新洗堰が旧洗堰の下流100 mに設置された理由は「基礎地盤は旧洗堰付近が最も良い」「施工する上で旧洗堰より下流が良い」「大戸川との合流からなるべく離れた方が大戸川の水流の影響を受けない」ことが挙げられる。
1957年（昭和32年）10月1日に着工。施工は旧洗堰で川幅を1/3ずつ締め切って行われた。新洗堰の完成は1961年（昭和36年）であるが、浚渫・築堤・護岸などの関連工事が残ったため、完成後もしばらくは治水・利水のための機能としては不十分であった。新洗堰とそれに関連する工事費はセタシジミの補償を含んでおよそ4億2千万円であった。
疎通能力は600 m3。なお、堰の開閉は電動に変更された。

### バイパス水路新設
瀬田川洗堰は構造上、瀬田川の水位が低下した時の水量行いにくく行いにくくなっていたため、何らかの改築が必要とされていた。そこで、琵琶湖総合開発では瀬田川洗堰にバイパス水路の設置が検討された。建設にあたっては水門を改造する案や洗堰を作り直す案なども考えられたが、瀬田川洗堰の横に低水専用の放流設備を設置するのが最適と考えられた。
バイパス水路は国道422号が通り、関西電力宇治発電所の取水口や南郷公園などがある右岸側は施工する上で問題点が多いため、左岸側の琵琶湖工事事務所との間の事務所構内に設置することにした。
バイパス水路の築造工事は1981年（昭和56年）度から本格的に着手し、1991年（平成3年）度に水門や流量調節バブルの点検整備で全ての工事が完成した。

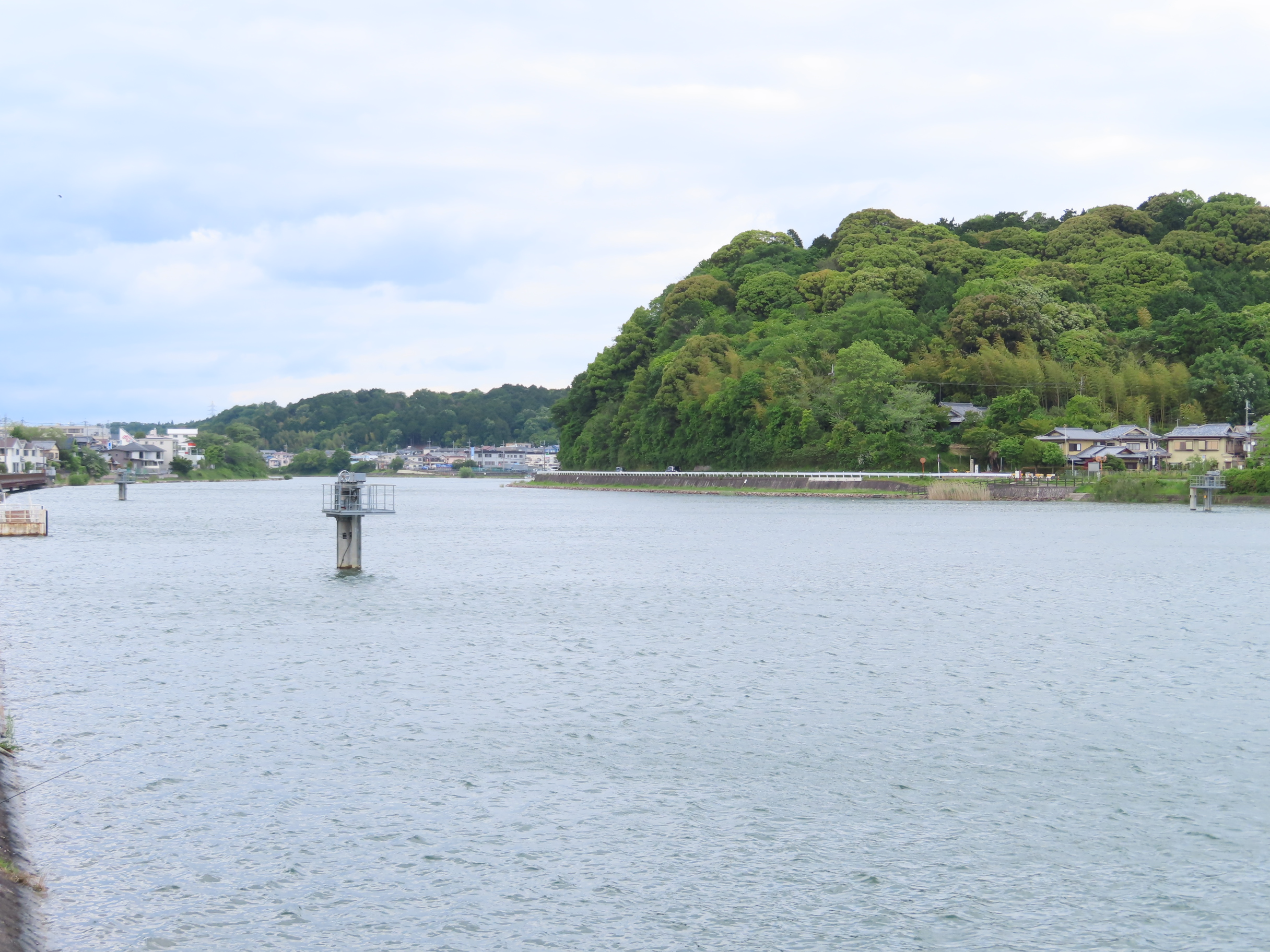
瀬田川洗堰付近より上流。右側の山がダイナマイトで一部爆破された大日山である。
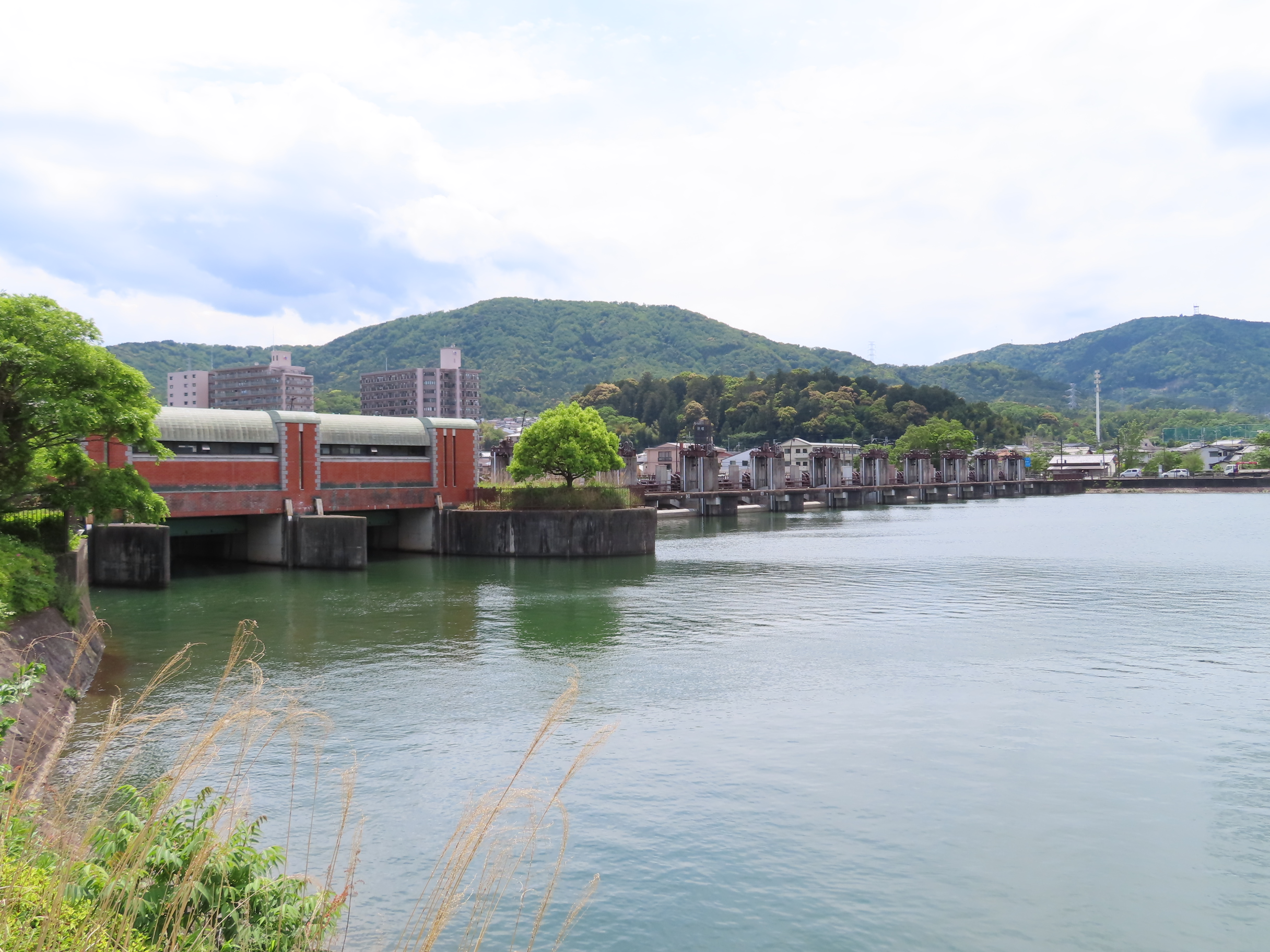
瀬田川洗堰を北東より撮影。左側の水路が1992年に供用開始された「バイパス水路」である。

## 観光
直上流には旧堰の遺構が残っているほか、左岸には展示館「水のめぐみ館 アクア琵琶」が設置されており、旧堰の操作の様子が模型展示されている。
旧堰上は毎月1回開催される「洗堰レトロカフェ」開催時には、立ち入って見学することができる。
さらに上流には、紫式部ゆかりの石山寺がある。

## 交通
- JR琵琶湖線（東海道本線）石山駅・京阪石山坂本線京阪石山駅より京阪バスで約20分、南郷洗堰停留所下車。
- 京阪石山坂本線石山寺駅より京阪バスで約10分、南郷洗堰停留所下車。同駅より甲賀市コミュニティバスで約5分、洗堰停留所下車（平日朝夕2往復のみ運行）。